# Comtat de Langres
El comtat de Langres fou una jurisdicció feudal de França formada pel territori entorn de Langres, l'antic pagus Lingonensis poblat pel poble dels lingons. Està testiomoniat entre el segle viii i la revolució; del 1179 al 1789 fou con comtat governat pels bisbes de Langres.

## Llista de comtes
- Odó (?-?), segle viii.[1]
- Estulphe († 15 d'agost del 778), fill, mort a la batalla de Roncesvalls
- Balactier vers 830, missus de Lluís el Pietós a diverses províncies.[2]
- Amadeu d'Oscheret (vers 790 - † 867), comte de Langres, Dijon i Tonnerre.
- Ricard meitat del segle ix, comte de Langres.
- Miló I (vers 853), comte de Langres[3] i de Tonnerre
- Miló II (vers 887), comte de Langres, fill.[4]
- Manassès I de Chalon († 918), comte de Langres (894), comte d'Atuyer, d'Auxois, d'Avallon, de Beaune, de Chalons sur Saône, d'Oscheret, i senyor de Vergy.
- Comte desconegut
- Acard († 969), bisbe i després comte de Langres per donació de Lotari el 967.[5]
- Brunó de Roucy (vers 956 - † 1016), bisbe i comte de Langres des de 980.
- Villà III de Saulx inicis del segle xi, investit per Brunó.[6]
- Comte desconegut
- Guiu I de Saulx († vers 1057), comte de Langres i senyor de Saulx.
- Guiu II de Saulx († vers 1110), comte de Langres (?) i senyor de Saulx.
- Guiu III de Saulx (?-?), comte de Langres fins a 1179, i senyor de Saulx.[7]

El 1179 Guiu III de Saulx va bescanviar el comtat amb altres territoris amb Hug III, duc de Borgonya, qui en va fer donació al seu oncle maternal el bisbe Gautier. En endavant els bisbes foren comtes de Langres.
- 1163-1179 :		Gauthier de Borgonya (abans bisbe de Besançon)

- 1179-1193 :		Manassès de Bar

- 1193-1199 :		 Garnier II de Rochefort, abans abat d'Auberive i de Clairvaux.

- 1200-1205 : Hutin de Vandeuvre († 1205)

- 1205-1210 : Robert de Châtillon († 1210)

- 1210-1220 : Guillem de Joinville († 1226) després arquebisbe de Reims

- 1220-1236 : Hug de Montréal († 1236)

- 1236-1242 : Robert de Thourotte († 1246), després príncep bisbe de Lieja

- 1242-1250 : Hug de Rochecorbon († 1250)

- 1250-1266 : Guiu de Rochefort († 1266)

- 1266-1291 : Guiu de Genève († 1291)

- 1294-1305 : Joan de Rochefort († 1305)

- 1305-1306 : Bertrand de Goth († 1313), oncle del papa Climent V, abans bisbe d'Agen, càrrec al qual va retornar després de 1306

- 1306-1318 : Guillem de Durfort de Duras († 1330), després arquebisbe de Rouen.

- 1318-1324 : Lluís de Poitiers († 1327), bisbe de Viviers, des de 1324 príncep bisbe de Metz.

- 1324-1329 : Pere de Rochefort († 1329)

- 1329-1335 : Joan de Chalon († 1335)

- 1335-1338 : Guiu Baudet († 1338)

- 1338-1342 : Joan dels Prez († 1349), després bisbe de Tournai.

- 1342-1344 : Joan d'Arcy († 1344), abans bisbe de Mende, després bisbe d'Autun.

- 1344-1345 : Hug de Pomarc († 1345)

- 1345-1374 : Guillem de Poitiers († 1374)

- 1374-1395 : Bernat de la Tour d'Auvergne († 1395)

- 1397-1413 : Lluís I de Bar († 1430), abans bisbe de Poitiers, després bisbe de Châlons-en-Champagne i més endavant cardenal, finalment bisbe de Verdun.

- 1413-1433 : Carles de Poitiers († 1433), abans bisbe de Chalons.

- 1433 : Joan Gobillon († vers 1435), bisbe no consagrat.

- 1433-1452 : Felip de Vienne († 1452)

- 1452-1453 : Joan d'Aussy († 1453)

- 1453-1481 : Guiu Bernat († 1481)

- 1481-1497 : Joan III d'Amboise († 1497), abans bisbe de Maillezais.

- 1497-1512 : Joan V d'Amboise († 1512), nebot.

- 1512-1529 : Miquel Boudet († 1529)

- 1530-1562 : Claudi de Longwy de Givry († 1561), abans bisbe de Mâcon, després biesbe d'Amiens i cardenal.

- 1562-1565 : Lluís de Borbó', anomenat Helvis († 1565), fill bastard de Lluís de Borbó, príncep de la Roche-sur-Yon.

- 1566-1568 : Pere de Gondi, cardenal, després bisbe de Parí i abat comendatari de les abadies de Saint-Aubin-d'Angers, La Chaume, Sainte-Croix de Quimperlé i Buzay

- 1569-1615 : Carles de Pérusse des Cars (°1522 - †1614), abans bisbe de Poitiers

- 1615-1655 : Sebastià Zamet (°1587 - †1655)

- 1655-1670 : Lluís Barbier de La Rivière († 1670)

- 1671-1695 : Lluís Armand de Simiane de Gordes (°1627 - †1695)

- 1696-1724 : Francesc Lluís de Clermont-Tonnerre (°1658 - †1724)

- 1724-1733 : Pere de Pardaillan de Gondrin (°1692 - †1733)

- 1741-1770 : Gilbert Gaspard de Montmorin de Saint-Hérem (°1691 - †1770), abans bisbe titular de Sidó i bisbe d'Aire-sur-l'Adour

- 1770/1802 : Cèsar Guillem de La Luzerne. Abdica el 1802